# Énencourt-le-Sec
Énencourt-le-Sec ist eine Commune déléguée in der französischen Gemeinde La Corne en Vexin mit 189 Einwohnern (Stand 1. Januar 2022) im Département Oise in der Region Hauts-de-France.

## Geographie
Die Commune déléguée liegt rund fünf Kilometer nordnordwestlich von Chaumont-en-Vexin.

## Toponymie
Der Ortsname wird von dem germanischen Personennamen Herinand abgeleitet, der Zusatz le-Sec bedeutet „trocken“ (im Gegensatz zum „feuchten“ Énencourt-Léage) an der Aunette.

## Geschichte
Die Herrschaft kam im 18. Jahrhundert an die Fürsten von Conti, die sie 1782 verkauften.
Die Gemeinde Énencourt-le-Sec wurde am 1. Januar 2019 mit Hardivillers-en-Vexin und Boissy-le-Bois zur Commune nouvelle La Corne en Vexin zusammengeschlossen. Sie hat seither den Status einer Commune déléguée. Die Gemeinde Énencourt-le-Sec gehörte zum Arrondissement Beauvais und war Teil der Communauté de communes du Vexin Thelle und des Kantons Chaumont-en-Vexin.

## Einwohner

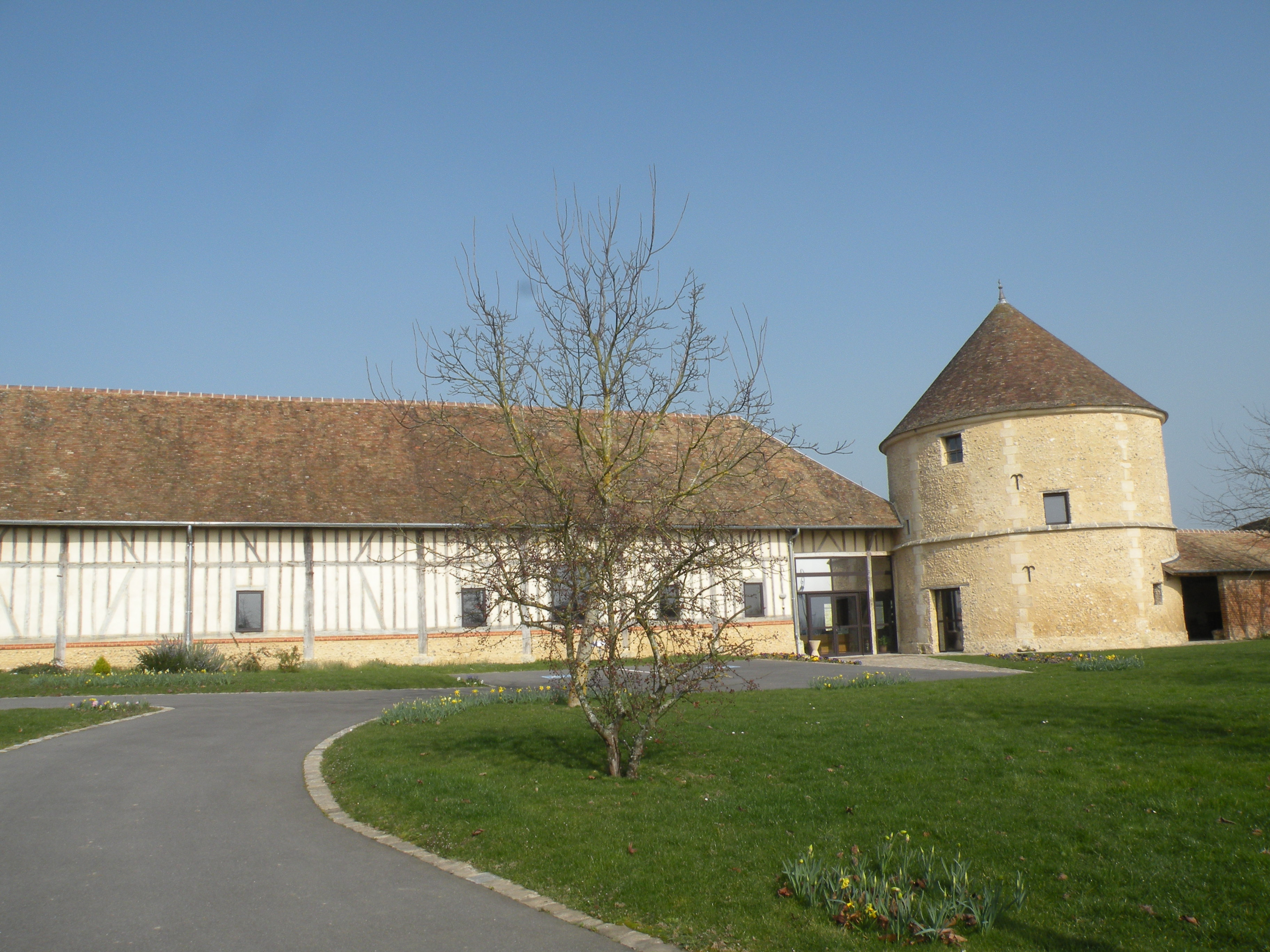
Die Mairie

| 1962 | 1968 | 1975 | 1982 | 1990 | 1999 | 2006 | 2011 |
| ---- | ---- | ---- | ---- | ---- | ---- | ---- | ---- |
| 131  | 112  | 114  | 134  | 146  | 169  | 200  | 197  |

## Sehenswürdigkeiten
- Kirche Saint-Jean-Baptiste.[1]